# Cartea
Cartea is een geslacht van vlinders uit de familie van de prachtvlinders (Riodinidae), onderfamilie Riodininae.
Cartea werd in 1871 voor het eerst wetenschappelijk beschreven door Kirby.

## Soorten
Cartea omvat de volgende soorten:
- Cartea ucayala Thieme, 1907
- Cartea vitula (Hewitson, 1853)